# Свршата Мала
43° 51′ 30″ N 15° 17′ 10″ E / 43.85833° С; 15.28611° И
Свршата Мала је ненасељено острвце у хрватском дијелу Јадранског мора. Налази се у Корнатском архипелагу између острва Жут и Корнат, око 0,4 km источно од Свршате Велике. Дио је Националног парка Корнати. Њена површина износи 0,015 km², док дужина обалске линије износи 0,47 km. Највиши врх је висок 20 m. Грађена је од кречњака кредне старости. Административно припада општини Муртер-Корнати у Шибенско-книнској жупанији.